# Соснувка (гміна)
Гміна Соснувка (пол. Gmina Sosnówka) — сільська гміна у східній Польщі. Належить до Більського повіту Люблінського воєводства.
Станом на 31 грудня 2011 у гміні проживало 2625 осіб.

## Площа
Згідно з даними за 2007 рік площа гміни становила 148.43 км², у тому числі:
- орні землі: 66.00%
- ліси: 28.00%

Таким чином, площа гміни становить 5.39% площі повіту.

## Населення
Станом на 31 грудня 2011:
| Опис     | Загалом | Загалом | Чоловіки | Чоловіки | Жінки | Жінки |
| -------- | ------- | ------- | -------- | -------- | ----- | ----- |
| одиниця  | осіб    | %       | осіб     | %        | осіб  | %     |
| все      | 2625    | 100     | 1323     | 50.40    | 1302  | 49.60 |
| міське   | 0       | 100     | 0        |          | 0     |       |
| сільське | 2625    | 100     | 1323     | 50.40    | 1302  | 49.60 |

## Сусідні гміни
Гміна Соснувка межує з такими гмінами: Ганна, Ломази, Подедвуже, Тучна, Вішніце, Вирики.